# El flautista de Hamelín
El flautista de Hamelín es una leyenda alemana, documentada por los Hermanos Grimm, que cuenta la historia de una misteriosa desgracia acaecida en la ciudad de Hamelín, Alemania, el 26 de junio de 1284. En 1803 Johann Wolfgang von Goethe compuso un poema sobre la leyenda, posteriormente musicalizado por Hugo Wolf. Además, existe un famoso poema en inglés sobre este tema escrito por Robert Browning, y una ópera, Der Rattenfänger von Hameln escrita por Viktor Nessler.

## Sinopsis
En 1284 la ciudad de Hamelín estaba infestada de ratas. Un buen día apareció un desconocido que ofreció sus servicios a los habitantes del pueblo. A cambio de una recompensa, él les libraría de todas las ratas, a lo que los aldeanos se comprometieron. Entonces el desconocido flautista empezó a tocar su flauta, y todas las ratas salieron de sus cubiles y agujeros y empezaron a caminar hacia donde sonaba la música. Una vez que todas las ratas estuvieran reunidas en torno al flautista, éste empezó a caminar, y todas las ratas le siguieron al sonido de la música. El flautista se dirigió hacia el río Weser y las ratas, que iban tras él, perecieron ahogadas.
Cumplida su misión, el hombre volvió al pueblo a reclamar su recompensa, pero los aldeanos se negaron a pagarle. El cazador de ratas, muy enfadado, abandonó el pueblo para volver poco después, el 26 de junio (en la fiesta de los santos Juan y Pablo), en busca de venganza.
Mientras los habitantes estaban reunidos en la iglesia, el hombre volvió a tocar con la flauta su extraña música. Esta vez fueron todos los niños del pueblo los que le siguieron al compás de la música, y abandonando el pueblo los llevó hasta una cueva. Nunca más se volvieron a ver. Según algunas versiones, algunos de los niños se quedan atrás, un niño cojo que no los pudo seguir por no poder caminar bien (Berlanga Gómez, 2014), uno sordo, que sólo los siguió por curiosidad, y un ciego, que no podía ver hacia donde los llevaban y se desvió. Ellos luego informaron a los padres de lo ocurrido, pero no pudieron salvar a los niños y se quedaron perdidos para siempre.

## Origen

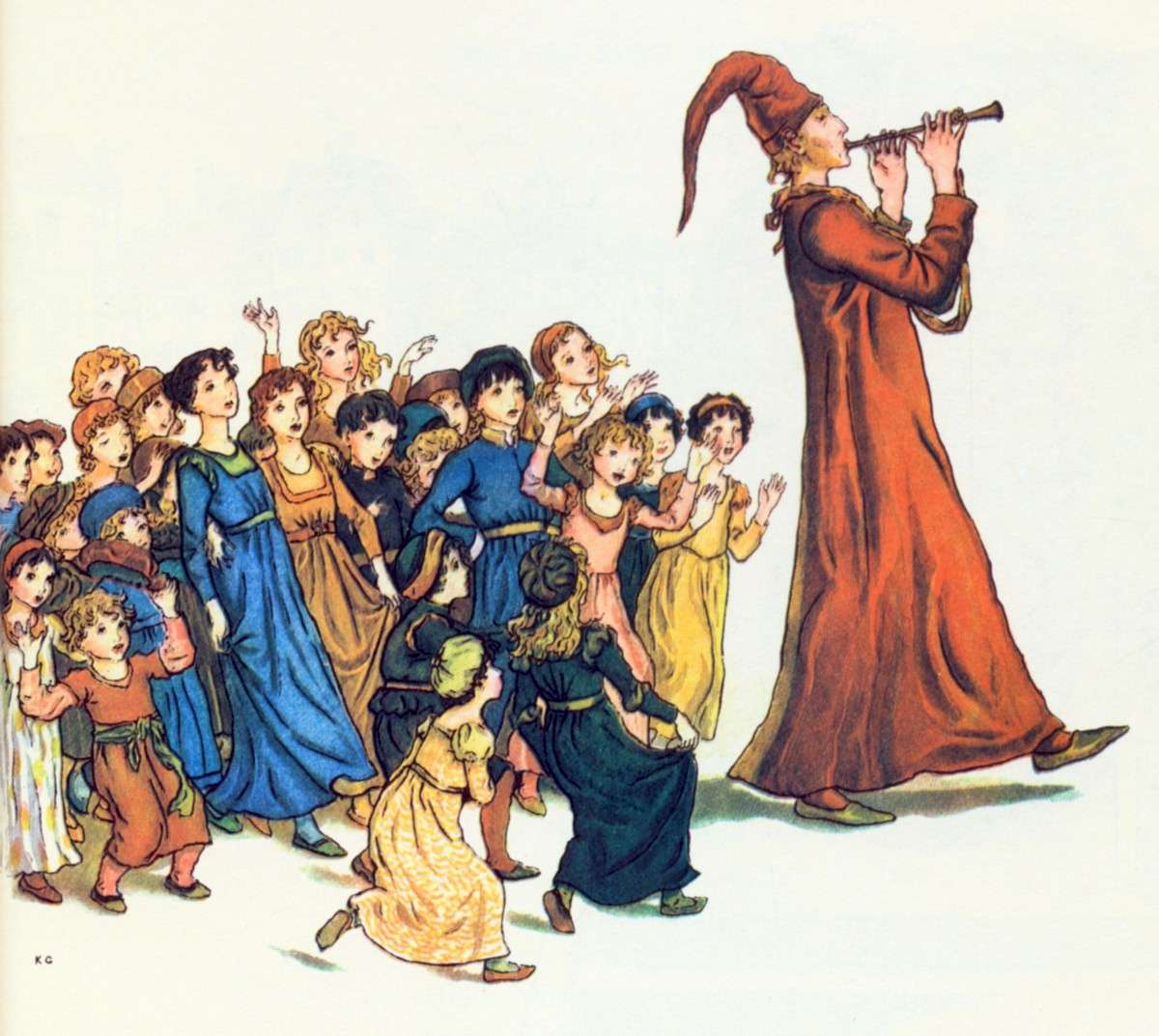
El flautista se lleva a los niños.

El origen de la leyenda del flautista está poco claro. Se acepta con bastante seguridad que la sección sobre los niños es el núcleo original de la historia, a la que se añadió como complemento la relativa a la expulsión de las ratas a finales del siglo XVI. 
Sobre el rapto de los niños se han ofrecido varias interpretaciones. Una de las más plausibles menciona la expansión hacia el este (Ostsiedlung) de los habitantes de la Baja Alemania entre los siglos XII y XV. Los niños de Hamelín serían los jóvenes de la ciudad que fueron reclutados para tal empresa.
Las primeras menciones de esta historia parecen remontarse a un vitral que existió en la iglesia de Hamelín alrededor del año 1300. Este vitral está descrito en diferentes documentos entre los siglos XVI y XVII y al parecer fue destruido alrededor del siglo XV.
Inspirado por dichas descripciones, Hans Dobbertin creó en época moderna un vitral, el mismo que hoy puede admirarse en la iglesia de Hamelín. Esta obra recrea una imagen de la leyenda en donde se ve al flautista vestido coloridamente, guiando a los niños, vestidos de blanco, fuera del pueblo.
Se piensa que el vitral original fue hecho a la memoria de algún suceso trágico que acaeció en el pueblo. Sin embargo, a pesar de numerosas investigaciones, no se ha podido encontrar ningún documento histórico que dé fe de algún hecho que pueda ligarse con esta leyenda. 
Las teorías que se atribuyen cierta credibilidad pueden ser agrupadas en cuatro categorías:
- Los niños fueron víctimas de algún tipo de accidente por el cual se ahogaron en el río Weser (que pasa por Hamelín) o fueron enterrados por algún deslizamiento de tierra.

- Algunos niños fueron víctimas de alguna enfermedad que los habitantes consideraron peligrosa y contagiosa, por lo que los niños fueron conducidos fuera del pueblo para proteger a los demás habitantes. Se ha sugerido alguna forma de la peste, lo cual no es posible porque los primeros brotes de peste negra surgieron en Europa más de medio siglo después.

- Los niños (o jóvenes) dejaron el pueblo para tomar parte en alguna peregrinación o una campaña militar, pero nunca regresaron con sus padres. Estas teorías presentan al flautista como un líder (Berlanga Gómez, 2014).

- Premysl Otakar I entregó cierta cantidad de tierras a Bruno von Schauen Burg junto a la ciudad de Olomouc y este necesitaba repoblarlas, para lo que envió a uno o varios agentes con el fin de conseguir colonos (Berlanga Gómez, 2014). Los niños, que en este caso serían jóvenes, abandonaron voluntariamente Hamelín para independizarse y conseguir una vida mejor a unos 846 kilómetros de su ciudad natal (un mes de marcha aproximadamente).

Las teorías más aceptadas son las dos últimas, pues numerosos poblados fueron fundados en el este de Europa por aquella época y por colonos de origen alemán. Pero el hecho de que por esas fechas también comienzan a surgir apellidos de la Baja Sajonia en los alrededores de Berlín hace suponer que el reclutador no fuese contratado por el checo Schauen Burg, sino por un berlinés distante unos 345 kilómetros o unos quince días de camino. Hay que considerar que la palabra alemana Kinder haría referencia no sólo a los niños, sino de manera más genérica a “los hijos del pueblo”. En este caso el flautista también sería un reclutador y líder de los futuros colonos.
Además, estas teorías están reforzadas por una documentación más sólida. Un individuo llamado Decan Lude, originario de Hamelín, informó hacia 1384 que poseía un libro coral que contenía una estrofa que aportaba el testimonio de alguien que había visto con sus propios ojos el suceso. Lude aseguraba que esta estrofa era obra de su abuela. Este libro se considera perdido desde fines del siglo XVII. El nombre “Decan Lude” puede indicar una posición clerical, es decir, la de diácono (latín: decanus, alemán moderno: Dekan o Dechant) y Lude una forma antigua o dialectal de Ludwig, pero esto no ha sido probado.
Esta estrofa parece haber llegado hasta el presente por una inscripción de 1602 o 1603, que se encuentra en la calle Bungelosenstraße de Hamelín:

Anno 1284

am Dage Johannis und Pauli

war der 26. Juni

durch einen Pieper

mit allerley Farve bekledet gewesen

CXXX Kinder verledet

binnen Hameln gebo[re]n

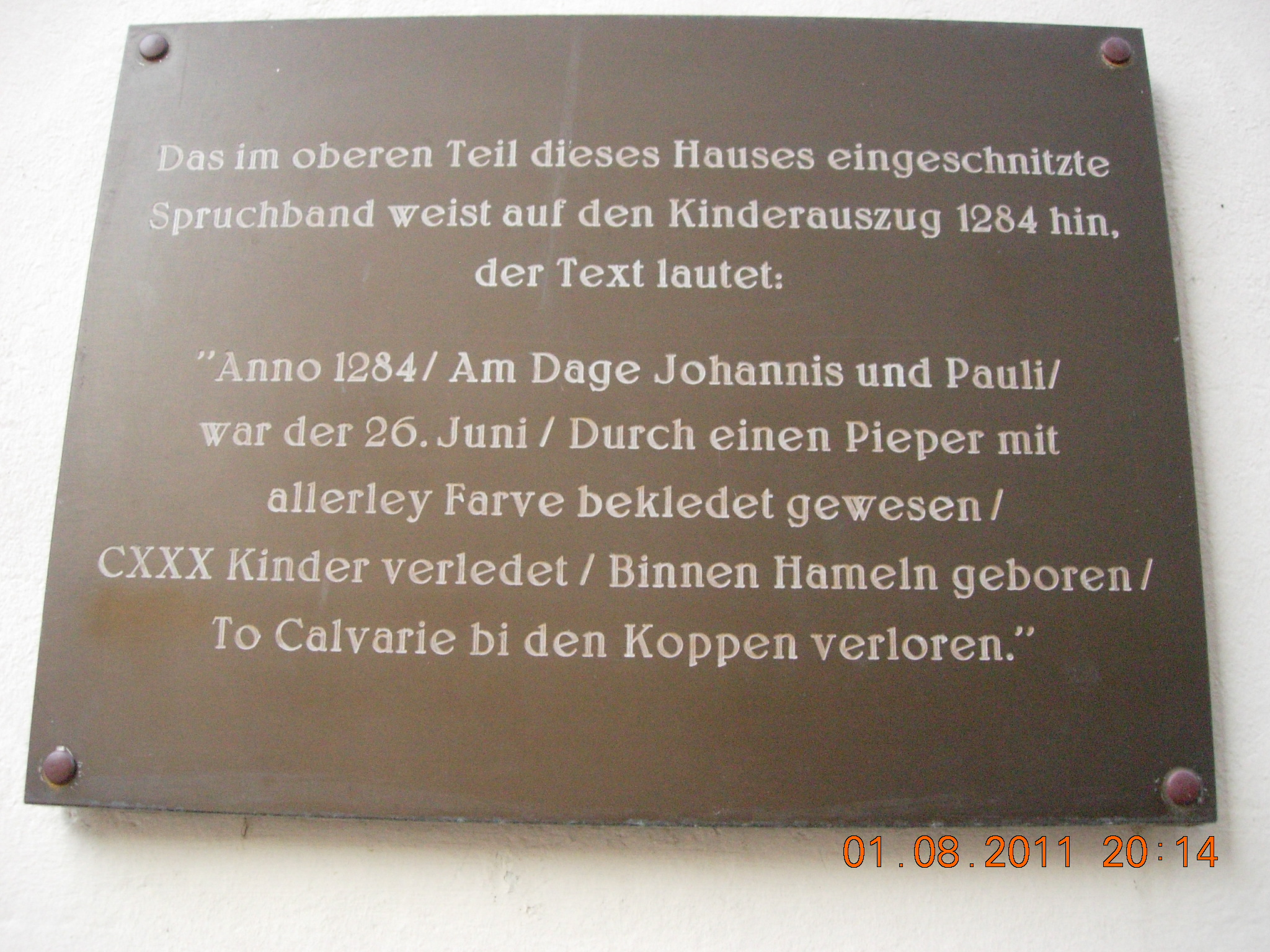
Inscripción en alemán antiguo tallada en piedra en la parte superior de la Rattenfängerhaus (“Casa del cazador de ratas”) de Hamelin.

to Calvarie bei den Koppen verloren.

lo que puede traducirse al español como:

En el año de 1284

en el día de Juan y Pablo

siendo el 26 de junio

por un flautista

vestido con toda suerte de colores,

fueron seducidos 130 niños nacidos en Hamelin

y se perdieron en el lugar del Calvario, cerca de las colinas.

Esta parece ser la mención más antigua del hecho. Koppen significa en antiguo alemán "colinas", y parece referirse a las estribaciones que rodean a la ciudad.
Por otro lado, existe una ley-costumbre largamente establecida en Hamelín, que prohíbe cantar o tocar música en una calle particular de la ciudad, por respeto a las víctimas del legendario acontecimiento: la llamada Bungelosenstraße, adyacente a la “Casa del Flautista”. Durante desfiles públicos con música, incluidas las procesiones matrimoniales, la banda musical deja de tocar al llegar a esta calle y continúa con la música una vez que la haya atravesado.
Otras versiones apuntan a que los niños entraron en un cerro y éste se cerró como si no existiese.

## Alusión literaria
En el Relato del papa Inocencio III, perteneciente a la Cruzada de los niños (La Croisade des Enfants), el escritor francés Marcel Schwob escribió en 1896:

Como sabéis, Señor, el maligno se apodera gustoso de los niños. En otro tiempo adoptó la figura de un cazador de ratas, para arrastrar con las notas de música de su caramillo a todos los pequeñuelos de la ciudad de Hamelín. Unos dicen que aquellos infortunados se ahogaron en el río Weser; otros, que los encerró en la falda de una montaña.

En el libro Un par de días, de Tony Vigorito, el flautista de Hamelin es un virus creado por el gobierno de Estados Unidos.

## Alusión musical
- El grupo surcoreano BTS en la canción "Pied Piper", de su miniálbum Love Yourself: Her, hace una analogía con el fiel apoyo de su grupo de seguidores.
- El cantante mexicano Emmanuel lo menciona en la canción "La chica de humo", cuando al comienzo de la canción dice: "Aún yo no sé quién es, lo deben saber mis pies, la siguen como las ratas a la flauta de Hamelin para perderla después".
- El grupo sueco ABBA lanzó en 1980 la canción "The Piper", incluida en su álbum Súper Trouper, la cual hace alusión al Flautista de Hamelin, añadiendo ritmos medievales a la canción y una frase en latín; en los coros se cuenta cómo los niños son seducidos por una extraña melodía, siguiendo al flautista y bailando la música para él.
- La banda de thrash metal Megadeth incluyó en su álbum Countdown to Extinction el tema "Symphony of Destruction", donde se hace una analogía entre el flautista de Hamelín guiando a las ratas con su música y la humanidad siendo guiada por la sinfonía de la destrucción.
- La banda de doom metal sueca Candlemass incluyó en su disco Nightfall una canción titulada "Bewitched" (que se traduce como Embrujado), que es líricamente una reinterpretación de la leyenda del flautista de Hamelín. En la canción se le interpreta de un modo más o menos maligno.
- La banda de rock española Ñu incluyó en su disco A golpe de látigo (1980) una canción llamada «El flautista», la cual recrea el cuento tradicional. En este caso, el Flautista aparece retratado de forma positiva, como un líder mesiánico que conduce a los niños a un lugar mejor, «sin humos y sin ratas».
- El primer LP, homónimo, de la banda de power metal Demons & Wizards incluye una canción llamada "The Whistler" que ofrece una interpretación peculiar del cuento de los hermanos Grimm. En este caso la historia la narra en primera persona el Flautista. Este desvela que, como venganza por la traición al acuerdo cerrado con el pueblo de Hamelín, se lleva a los niños como alimento para el clan de las ratas y su reina, de la cual él es vasallo.
- el cantautor español Joaquín Sabina menciona la historia en su canción "La del pirata cojo", que ha cantado tanto en solitario como junto a Joan Manuel Serrat en la serie de conciertos Dos pájaros de un tiro y La orquesta del Titanic.
- El grupo de rap Ayax y Prok lanzó una canción el 23 de febrero de 2015 llamada "La flauta de Hamelín".
- El grupo musical y humorístico argentino Les Luthiers interpreta su particular versión del cuento en el espectáculo Lutherapia, con el título El Flautista y las Ratas.
- El grupo de K-pop SHINee en su canción "Everybody" hace referencia al flautista de Hamelín.
- El cantante español Ismael Serrano compuso una canción titulada "Rebelión en Hamelín", donde plantea la hipótesis de lo que sucedería si las ratas decidieran liberarse del flautista.
- El grupo de J-rock Hello Sleepwalkers compuso "Hameln wa Dono You ni Shite Fue wo Fuku no ka" (Oh, Pied Piper of Hamelin, how will you play your flute tonight?)", canción que habla sobre dicho cuento y que se encuentra incluida en su álbum Planless Perfection.
- El grupo surcoreano Tri.be lanzó ua canción llamada Loro donde se hace una mención al flautista.
- El cantante español Munic hb en su album "chakra" de 2023 lanzo una canción llamada "hamelin" donde cita varias veces este suceso.
- El cantante Dimash Kudaibergen en su obra The story of one sky, hace mención de Piper, refiriéndose a dejar de seguir a los locos flautistas que encaminan a la destrucción, es decir a los lideres que solo buscan poder de una manera egoísta y en lugar de eso seamos responsables nosotros mismos y elijamos vivir y cuidar del vientre que nos dio la vida "La Tierra"